# ۹۱۸ (خورشیدی)
۹۱۸ نهصد و هجدهمین سال هجری خورشیدی است.

## رویدادها
- بافته شدن قالی اردبیل که یک جفت قالی ایرانی معروف است که در اردبیل، بقعهٔ شیخ صفی‌الدین اردبیلی بافته شده است. این قالی از نظر طرح و بافت یکی از نفیس‌ترین و مشهورترین قالی‌های جهان است. قالی اردبیل یک سند تاریخی نیز محسوب می‌شود، زیرا دارای تاریخ و امضا است و در سیزدهمین سال پادشاهی شاه تهماسب یکم بافته شده است.